# Bahnhof Spa
Der Bahnhof Spa liegt an den Bahnstrecken von Verviers und von Luxemburg. Die letztgenannte endet heute am 1 km vom Bahnhof Spa entfernten citynahen Haltepunkt Spa-Géronstère; das Teilstück von dort in Richtung Trois Ponts ist seit 1959 für den Personenverkehr stillgelegt und wurde 1973 abgebaut.

## Geschichte

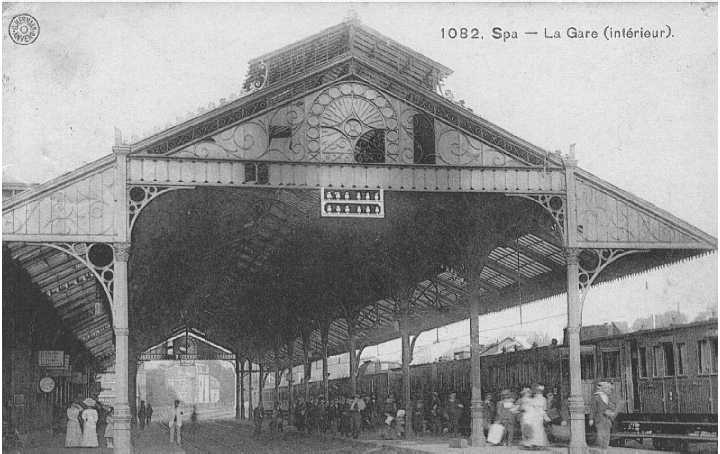
Bahnhof Spa mit ehem. Bahnhofshalle von 1867

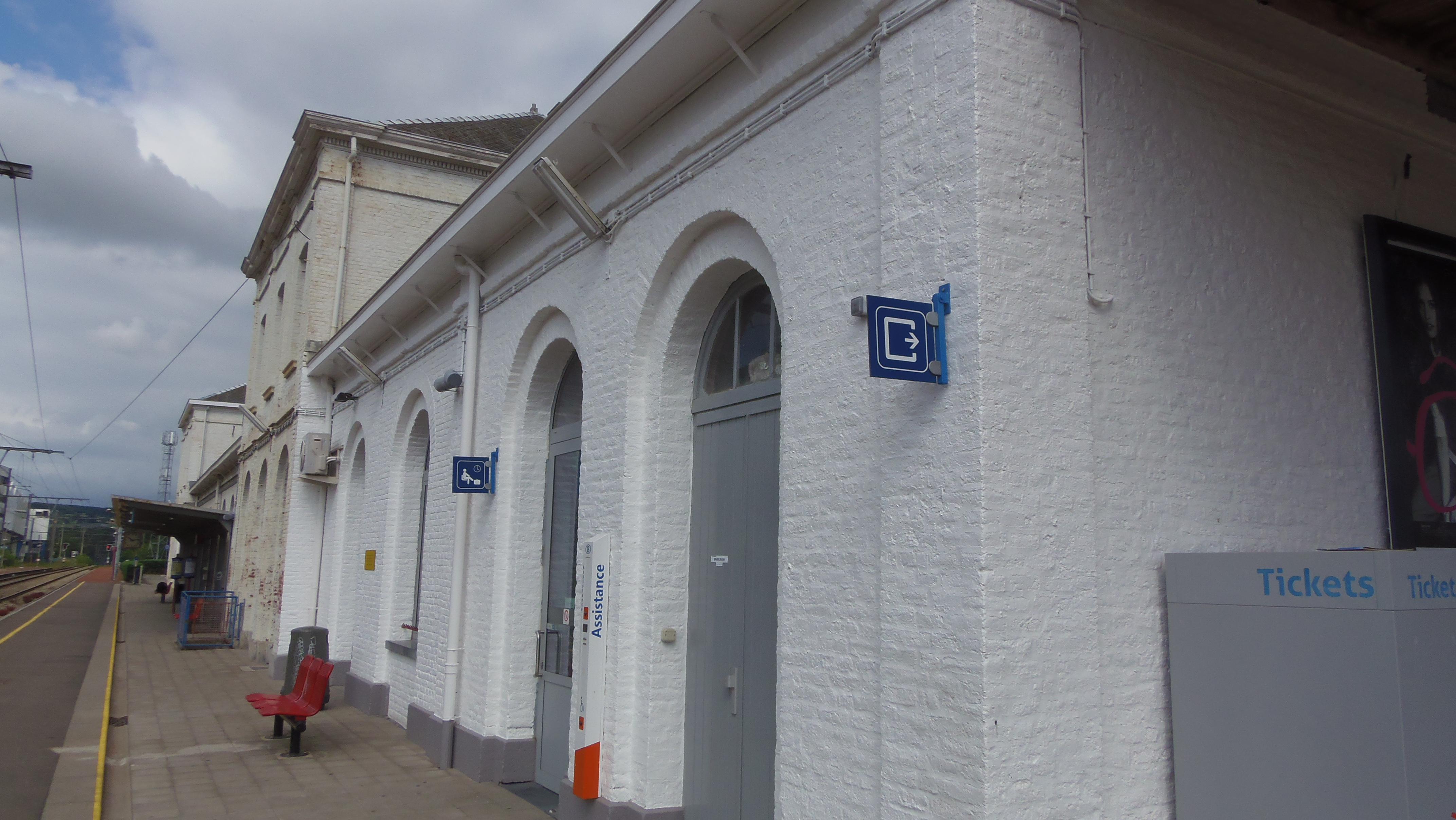
Bahnsteig in Spa

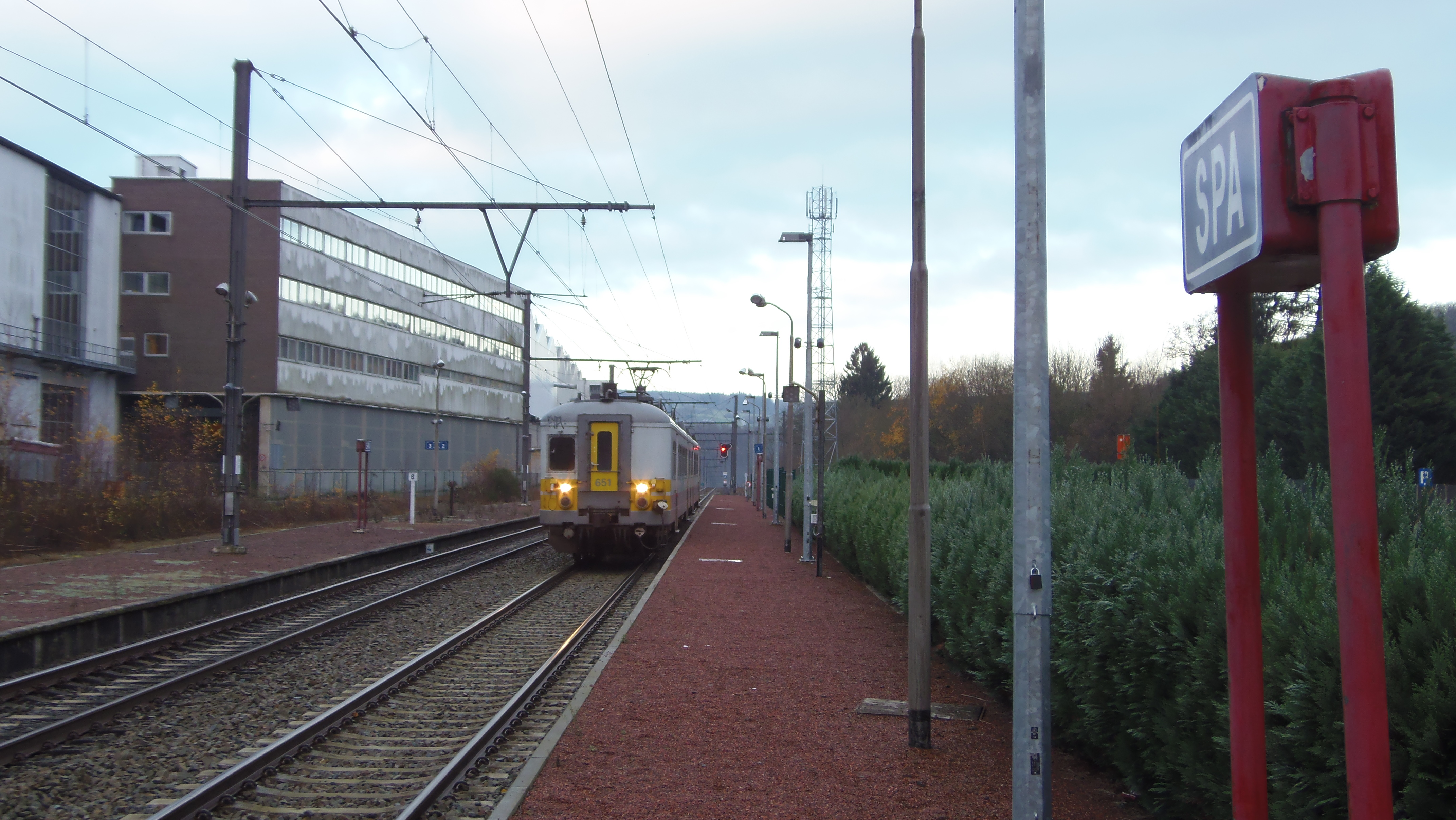
Einfahrender Zug aus Spa

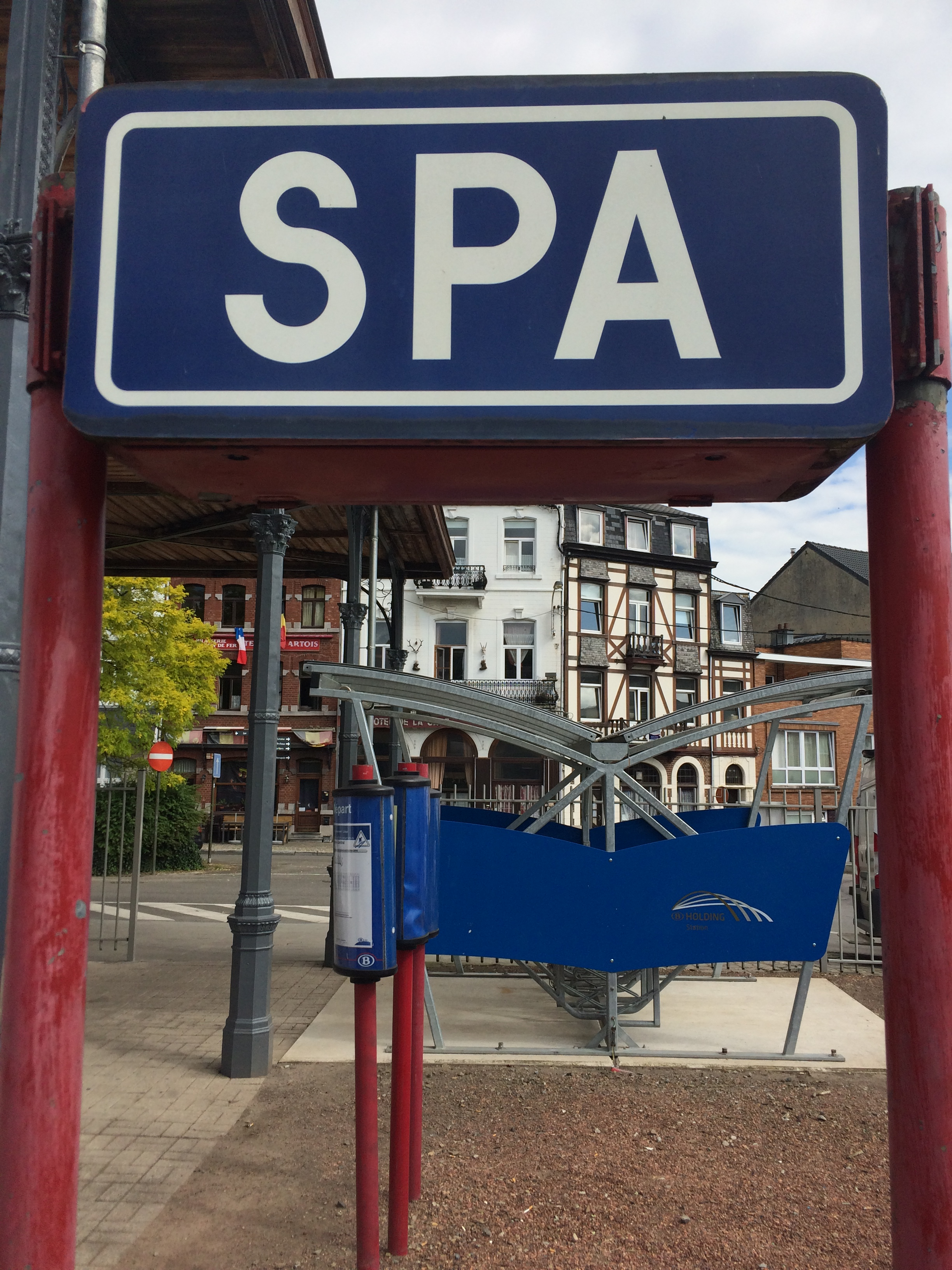
Fahrradbox neben dem Bahnsteig

Die Strecke Pepinster – Spa – Stavelot – Luxemburg wurde in mehreren Etappen eröffnet. Am 16. Juni 1855 war sie bis Spa fertiggestellt; in seiner heutigen Bauform existiert der Bahnhof seit Verlängerung bis Luxemburg am 23. Februar 1867. Damals erhielt der Bahnhof auch seine prachtvolle gusseiserne Bahnsteighalle. Ausgeführt wurde der Bahnbau von der „Compagnie du chemin de fer de Pepinster à Spa“ (Eisenbahngesellschaft von Pepinster nach Spa).
Personenzüge in Richtung Stavelot / Luxemburg fuhren letztmals 1959 ab Spa, Güterzüge noch einige Jahre länger. Wenige Jahre nach der Einstellung des Gesamtbetriebs wurde 1973 die Strecke von Spa-Géronstère nach Stavelot abgebaut. Im Jahr 1971 wurde die Strecke von Pepinster bis Spa-Géronstère elektrifiziert, somit auch der Bahnhof Spa. Im Zuge dessen wurde die Bahnsteighalle abgerissen. Während die Züge von Spa nach Norden früher in Welkenraedt oder teilweise auch Eupen endeten, wurden sie seit 14. Dezember 2014 stündlich nach Aachen Hbf mit dem euregioAIXpress durchgebunden. Ab dem 10. Dezember 2023 verkehrt die Linie L 09 wieder von Verviers aus nach Spa. Am Bahnhof Spa gibt es Abstellmöglichkeiten für Fahrräder.

## Verkehr
Der Bahnhof, der von Infrabel betrieben wird, wird von der Linie L 09 der SNCB/NMBS im Stundentakt zwischen 6 und 22 Uhr bedient. Die Gesamtstrecke Pepinster–Spa-Géronstère wird als Kursbuchstrecke L 44 geführt.
Eingesetzt werden Elektrotriebwagen der Baureihe AM 66. Diese werden künftig durch Baureihe AM 08 ersetzt. 
Stand: 10. Dezember 2023
| Linie | Verlauf                                                                               | Takt Mo–Fr | Takt Sa, So |
| ----- | ------------------------------------------------------------------------------------- | ---------- | ----------- |
| L 09  | Spa-Géronstère – Spa – Franchimont – Theux – Juslenville – Pepinster-Cite – Pepinster | 60 min     | 60 min      |